# I Will Love Again
"I Will Love Again" (tạm dịch: "Em sẽ yêu trở lại") là một bài hát của nữ ca sĩ người Bỉ-Canada Lara Fabian. Bài hát được phát hành thành đĩa đơn chính thức thứ hai, cũng như thành đĩa đơn đầu tiên tại Hoa Kỳ từ album Lara Fabian vào ngày 28 tháng 3 năm 2000. Ca khúc do Paul Barry và Mark Taylor sáng tác, đồng thời được chính Taylor và Brian Rawling đồng sản xuất. Fabian cũng thu âm thêm một phiên bản tiếng Tây Ban Nha cho bài hát, lấy tựa đề mới là "Otro Amor Vendrá" (tạm dịch: "Một tình yêu khác sẽ đến") và phát hành ca khúc thành đĩa đơn tại Tây Ban Nha vào tháng 3 năm 2000. "I Will Love Again" là đĩa đơn tiếng Anh thành công nhất của Fabian trên thị trường Hoa Kỳ khi đạt đến vị trí thứ 32 trên Billboard Hot 100 và giành được vị trí quán quân trên bảng xếp hạng Hot Dance Club Songs của Billboard. Ngoài ra, bài hát cũng đạt được vị trí trong top 10 trên các bảng xếp hạng của khu vực Wallonie và New Zealand, còn ca khúc "Otro Amor Vendrá" trở thành đĩa đơn duy nhất của Fabian lọt vào top 10 tại Tây Ban Nha.

## Sáng tác và sản xuất
"I Will Love Again" được đồng sáng tác bởi Paul Barry và Mark Taylor. Fabian nhận lời thu âm bài hát khi cô vừa chấm dứt một mối quan hệ và cảm thấy ca khúc giống như một "phương thuốc chữa lành". "I Will Love Again" là một bản nhạc dance "vui vẻ và ồn ào", được viết ở giọng Đô trưởng và sử dụng nhịp 4
4. Bài hát có tiết tấu tương đối nhanh với nhịp độ ở mức 128 nhịp trên phút. Trong bài hát, quãng giọng của Fabian trải dài từ nốt trầm G3 tới nốt cao E5. Phần nhạc và phần hát của "I Will Love Again" được thu âm ở hai địa điểm khác nhau. Phần nhạc của bài hát được thu âm tại phòng thu Dreamhouse Studios ở Luân Đôn, Anh Quốc, còn những đoạn hát lại được Glen Marchese thu âm riêng tại phòng thu The Hit Factory ở New York, Hoa Kỳ. Ngoài phần hát chính của Fabian, ca khúc còn có thêm những đoạn hát đệm do nữ ca sĩ kiêm sáng tác nhạc người Anh Tracy Ackerman thể hiện. Phần hát sau đó được gửi trở lại Dreamhouse Studios để Taylor phối khí với phần nhạc và hoàn chỉnh bài hát. Bên cạnh việc sáng tác và phối khí, Taylor cũng kiêm nhiệm việc chơi bàn phím và sản xuất cho bài hát cùng với Brian Rawling. Bài hát được Vlado Meller master tại phòng thu cũ của Sony Music ở New York, Hoa Kỳ.
Về mặt ca từ, "I Will Love Again" nói về việc một người phụ nữ đang đau khổ vì tình yêu tin tưởng rằng một ngày nào đó, cô sẽ tìm được cho mình một tình yêu mới. Bài hát sử dụng những câu từ "đơn giản", "chân thật" và "giống như [cách nói của] một người bình thường". Mặc dù nhân vật trong bài vừa mới trải qua cảm giác đau đớn sau khi chia tay người yêu, song ca khúc lại mang sắc thái "hân hoan" và "náo động", chứ không hề tỏ ra "kịch tính" hay đầy xúc động. Fabian cho rằng đây là một "điều ngược đời" và nhận thấy điều này làm tăng thêm sự sâu sắc cho bài hát. Trong bài phỏng vấn trên sóng phát thanh với Chuck Taylor của tạp chí Billboard, cô nhận xét về phần lời của "I Will Love Again" như sau: "Dù rằng một người nào đó có thể đã rất đau khổ và cảm thấy vô cùng tuyệt vọng [đến đâu đi chăng nữa], [thì] một cánh cửa hoàn toàn khác sẽ mở ra, một con người mới sẽ đến và phép màu lại xuất hiện. Tôi thích giơ cao tay lên và hát những điều này cùng với khán giả vì chúng rất đời thật [...] như một điều hiển nhiên vậy."
"Otro Amor Vendrá" là phiên bản tiếng Tây Ban Nha của "I Will Love Again". Nhạc sĩ người Cuba Chein García-Alonso, người thắng giải thưởng sáng tác nhạc Latinh năm 1998 của ASCAP, đã thực hiện chuyển soạn phần lời và nhạc từ bản tiếng Anh của Barry và Taylor sang tiếng Tây Ban Nha cho bài hát. Khác với bản tiếng Anh, Fabian một mình thể hiện "Otro Amor Vendrá" mà không sử dụng bất cứ ca sĩ hát đệm nào. Bài hát cũng được Taylor phối khí và đồng sản xuất cùng với Rawling. Rick Allison là người thực hiện sản xuất cho phần hát của Fabian trong phiên bản này. Tương tự như "I Will Love Again", "Otro Amor Vendrá" cũng có nội dung nói về việc tìm kiếm tình yêu mới sau khi một mối quan hệ đã đổ vỡ. Câu hát "Otro amor vendrá, porque voy a dedicarme a vivir sin ti. Quiero ser feliz." (tạm dịch: Một tình yêu khác sẽ đến, bởi vì em sẽ nỗ lực hết mình để sống [tiếp] mà không có anh. Em muốn được hạnh phúc.) lặp đi lặp lại ở phần điệp khúc đã nhắn gửi đến người nghe thông điệp rằng họ cần phải tránh xa những "mối tình độc hại".

## Các bản phối lại và bản ballad
—Fabian giải thích lý do cô phát hành bốn bản phối khác nhau của "I Will Love Again".
Có tất cả bốn bản phối khác nhau của "I Will Love Again". Bản phối đầu tiên chính là bản phối gốc của Mark Taylor, còn ba bản phối còn lại gồm bản phối của bộ đôi nhà sản xuất nhạc dance Thunderpuss, bản phối của nhà sản xuất người Mỹ Hex Hector và bản phối của DJ David Morales. Fabian cho biết cô muốn phát hành nhiều bản phối của bài hát để gây ấn tượng bằng những âm thanh khác biệt so với dòng nhạc ballad sở trường của mình. Vào cuối tháng 3 năm 2000, sau khi "I Will Love Again" bắt đầu tạo được hiệu ứng tại các câu lạc bộ đêm ở Hoa Kỳ, tạp chí Billboard cho biết Thunderpuss và David Morales đang thực hiện các bản phối mới của bài hát và chúng sẽ được phát hành thành đĩa đơn cùng với bản phối gốc. Thành viên Barry Harris của Thunderpuss khẳng định rằng mặc dù bộ đôi đã từ chối nhiều bài hát trong khoảng thời gian đó, song họ lại có cảm tình với "I Will Love Again" ngay từ lúc mới nghe ca khúc và muốn phối khí lại bài hát để lôi cuốn khán giả đến với Fabian. Bản phối của Thunderpuss "tăm tối và ủ rũ hơn nhiều" so với nét "u sầu" của bản gốc, nhưng vẫn "tràn đầy sinh lực" và làm nổi bật lên giọng hát của nữ ca sĩ. Khi Thunderpuss và Fabian gặp nhau sau buổi tiệc phát hành album Lara Fabian tại Los Angeles, cô chia sẻ với bộ đôi rằng cô "hoàn toàn yêu thích" bản phối của họ. Vào tháng 5 năm 2000, bản phối của Thunderpuss trở nên vô cùng phổ biến tại các câu lạc bộ đêm ở Hoa Kỳ, và nhờ đó đã giúp "I Will Love Again" dần dần vươn lên dẫn đầu bảng xếp hạng Dance Club Songs của Billboard.
Cũng trong khoảng thời gian trước khi phát hành đĩa đơn maxi tại Hoa Kỳ, ông Tommy Mottola, chủ tịch kiêm CEO của Sony Music Entertainment lúc bấy giờ, đã đề nghị Hex Hector thực hiện một bản phối mới của "I Will Love Again", sao cho ca khúc nghe "góc cạnh hơn" và "bớt giống những tiết mục trên sân khấu Broadway". Trong bản phối của mình, Hector đã sử dụng nhiều vòng lặp được viết ở những nhịp thời gian khác nhau, nhưng vẫn giữ nguyên giọng hát của Fabian giống như bản gốc. Theo ông, điều này giúp cho bài hát "có kết cấu hơn, thể hiện sự dũng cảm hơn" mà không làm mất đi tính nguyên vẹn của phiên bản ban đầu.
Bên cạnh việc phát hành những bản phối lại, Fabian cũng thu âm thêm hai phiên bản theo phong cách ballad của "I Will Love Again" và "Otro Amor Vendrá". Trong một chương trình truyền hình của Bồ Đào Nha, nữ ca sĩ chia sẻ rằng nhà sản xuất Rick Allison, người cộng tác với cô từ buổi đầu sự nghiệp, đã gợi ý cô thu âm phiên bản ballad cho hai bài hát. Allison khẳng định rằng Fabian chỉ cần hát "I Will Love Again" thật "chầm chậm" và từ tốn là sẽ thu được bản ballad của ca khúc, nhưng cô tỏ ra hoài nghi về lời gợi ý của ông. Cuối cùng, hai nghệ sĩ đã tiến hành "chuyển hóa" bài hát từ một bản nhạc dance thành một bản ballad. Hai bản ballad có bổ sung thêm âm thanh của một số nhạc cụ mới so với phiên bản gốc. Cụ thể, Allison chơi bàn phím và guitar điện, Éric Rock chơi guitar nylon và Christian St-Germain lập trình cho synthesizer trong phiên bản ballad của "I Will Love Again" và "Otro Amor Vendrá". Hai phiên bản cũng do Allison sản xuất và được St-Germain thu âm và phối khí tại phòng thu DIG:IT:ALL Studio ở Montréal, Canada. Tất cả các bản phối lại và bản ballad của "I Will Love Again" và "Otro Amor Vendrá" đều được Bob Ludwig thực hiện master tại phòng thu Gateway Mastering Studios ở Portland, Oregon, Hoa Kỳ.

## Phát hành và quảng bá
Ở một số quốc gia châu Âu, "I Will Love Again" được phát hành thành đĩa đơn thứ hai từ album Lara Fabian vào ngày 5 tháng 2 năm 2000. Riêng tại Tây Ban Nha, "Otro Amor Vendrá" được phát hành thành đĩa đơn phiên bản tiếng Tây Ban Nha của bài hát. Vào ngày 28 tháng 3 năm 2000, "I Will Love Again" được phát hành thành đĩa đơn chính thức đầu tiên từ album Lara Fabian tại Hoa Kỳ. Đĩa đơn được phát hành ở hai định dạng: đĩa đơn CD maxi và đĩa vinyl 12 inch maxi. Khác với bản phát hành ban đầu ở châu Âu, phiên bản phát hành tại Hoa Kỳ bao gồm bản phối gốc và những bản phối lại của Thunderpuss, David Morales và Hex Hector. Tại Anh Quốc, "I Will Love Again" được phát hành thành đĩa đơn ở nhiều định dạng khác nhau vào ngày 9 tháng 10 năm 2000.
Hãng đĩa Columbia Records nói riêng, và Sony Music Entertainment nói chung, đã tiến hành nhiều hoạt động thúc đẩy quảng bá cho "I Will Love Again" tại Hoa Kỳ. Columbia bắt đầu gửi các đĩa đơn CD và đĩa vinyl kép của bài hát đến các câu lạc bộ đêm vào tháng 3 năm 2000. Đến cuối tháng 3, tạp chí Billboard cho biết bài hát được các câu lạc bộ đón nhận tích cực và có khả năng sẽ trở thành một bản hit trên bảng xếp hạng Dance Club Songs. Đến tháng 5, hãng đĩa tiếp tục phủ sóng bài hát trên hệ thống các đài phát thanh Rhythmic Top 40. Khởi đầu từ trạm phát thanh WKTU ở New York, "I Will Love Again" nhanh chóng được phát trên 18 đài phát thanh adult contemporary khác của Hoa Kỳ. Bài hát sau đó đã lọt vào các bảng xếp hạng Rhythmic Top 10 của WKTU, Mainstream Top 40 của đài WBLI, Adult Top 40 của đài KBIG, và nhận được những phản hồi tích cực từ đài WNND của Chicago. Sang đầu tháng 6, sau khi bài hát trở nên phổ biến trên nhiều định dạng phát thanh khác nhau, Sony tiếp tục gửi video âm nhạc của "I Will Love Again" đến các kênh truyền hình âm nhạc trên khắp Hoa Kỳ. The Box và VH1 là hai kênh truyền hình đầu tiên tổ chức phát sóng rộng rãi video của bài hát ngay trong tuần đầu tiên của tháng 6. Sau khoảng ba tuần, video của bài hát phủ sóng tới College Television Network, một mạng truyền hình âm nhạc dành cho sinh viên của 238 trường đại học trên toàn quốc. Trong khoảng thời gian từ đầu tháng 6 đến giữa tháng 8 năm 2000, video âm nhạc của "I Will Love Again" liên tục nằm trong top 50 video được phát nhiều nhất của tuần trên VH1.

### Biểu diễn trực tiếp
Để quảng bá cho "I Will Love Again", Fabian đã biểu diễn trực tiếp bài hát trong nhiều chương trình truyền hình và sự kiện đặc biệt. Tại Pháp, nữ ca sĩ đã biểu diễn ca khúc trong chương trình âm nhạc Hit Machine trên kênh M6 vào ngày 1 tháng 4 năm 2000. Tại Hoa Kỳ, Fabian trình diễn trực tiếp "I Will Love Again" lần đầu tiên trong chương trình The Today Show trên kênh NBC vào ngày 30 tháng 5 năm 2000. Màn biểu diễn được tổ chức trên một sân khấu ngoài trời tại khu phức hợp Rockefeller Plaza ở New York. Sau đó, cô tiếp tục biểu diễn bài hát trong talk show The View trên kênh ABC vào ngày 1 tháng 6, và trong Donny & Marie vào ngày 2 tháng 6. Tại Canada, Fabian biểu diễn trực tiếp "I Will Love Again" và phiên bản ballad của "Otro Amor Vendrá" trong chương trình đặc biệt From Lara With Love tổ chức tại Montréal vào tháng 10 năm 2000. Hai màn biểu diễn sau đó được phát sóng trên truyền hình Canada vào tháng 12 năm 2000, và trên các kênh thành viên của mạng truyền hình PBS tại Hoa Kỳ vào tháng 3 năm 2001. Vào ngày 2 tháng 3 năm 2001, Fabian biểu diễn "I Will Love Again" trong đêm chung kết của cuộc thi sắc đẹp Miss USA 2001. Bên cạnh việc biểu diễn trong các chương trình và sự kiện, nữ ca sĩ cũng trình diễn ca khúc trong suốt chuyến lưu diễn quảng bá cho album Lara Fabian vào năm 2000.

### Ảnh hưởng đến việc xây dựng hình ảnh
—Fabian trả lời phỏng vấn của Radio-Canada vào năm 2015.
Tại Hoa Kỳ, mặc dù việc phát hành một bài hát nhạc dance thành đĩa đơn mở đường cho album là chiến lược quảng bá được các hãng thu âm ưa chuộng vào thời điểm đó, song trong bài phỏng vấn với Radio-Canada vào năm 2015, Fabian cho rằng chiến lược này đã dẫn đến thất bại của album Lara Fabian trên thị trường này. Nữ ca sĩ khẳng định rằng "I Will Love Again" không phản ánh đúng bản chất nghệ thuật của cô, và việc bài hát trở thành đĩa đơn mở đường cho album đã khiến công chúng tại Mỹ có những phản ứng "kỳ quặc" khi cô biểu diễn những bài hát ballad khác trên truyền hình. Trong bộ phim tài liệu Lara (2020), Fabian cũng cho rằng việc quảng bá cùng lúc "I Will Love Again" và "Adagio" đã gây ra sự thiếu nhất quán trong hình ảnh của cô tại Hoa Kỳ, khiến cho khán giả "chẳng còn biết tôi là ai".

## Tiếp nhận phê bình
Ở thời điểm phát hành, "I Will Love Again" cùng các bản phối đều nhận được những phản hồi tích cực từ các nhà phê bình âm nhạc. Trong bài đánh giá album Lara Fabian, biên tập viên Michael Paoletta của tạp chí Billboard nhận xét ca khúc là một trong số những điểm nhấn của album. Cũng viết cho tạp chí Billboard, Chuck Taylor khen ngợi cách thể hiện bài hát của Fabian là "tuyệt vời" và "bao trùm toàn bộ không gian". Ông nhận thấy nữ ca sĩ đã kiềm chế cảm xúc của mình để nhường chỗ cho những nhịp trống và tiếng chop tràn đầy năng lượng của nhạc house. Về các bản phối lại, trang đánh giá của NAJM Records nhận định rằng sự kết hợp giữa giọng hát của Fabian và những "bậc thầy phối khí" đã tạo nên giai điệu của "nhạc house du dương". Hai bản phối lại của Hex Hector và Thunderpuss được khen ngợi là "thuần khiết", "bắt tai" và "là bản thu âm tuyệt vời nhất mà bạn đang kiếm tìm cho đêm nay". Vào năm 2014, trang Idolator xếp "I Will Love Again" ở vị trí thứ 7 trong danh sách 10 ca khúc one-hit wonder thuộc thể loại eurodance xuất sắc nhất của thập niên 2000.

## Diễn biến thương mại
Tại châu Âu, ở khu vực Wallonie của Bỉ, "I Will Love Again" ra mắt ở vị trí thứ 22 trên bảng xếp hạng Ultratop 50 trong tuần ngày 1 tháng 4 năm 2000. Sau ba tuần, ca khúc vươn lên vị trí thứ 7 và trở thành đĩa đơn thứ năm của Fabian lọt vào top 10 trên thị trường quê nhà. Ca khúc đạt đến vị trí thứ 5 trong tuần kế tiếp và tiếp tục hiện diện trên bảng xếp hạng cho đến tuần ngày 1 tháng 7. Ở khu vực Vlaanderen, "I Will Love Again" không thể tiếp nối thành công của "Adagio" khi chỉ đạt đến vị trí thứ 2 bảng xếp hạng Ultratip mà không thể tiến vào bảng xếp hạng Ultratop 50. Vào ngày 5 tháng 5 năm 2000, đĩa đơn được BEA chứng nhận Vàng cho doanh số đạt 25.000 bản trên toàn Vương quốc Bỉ. Tại Pháp, ca khúc ra mắt ở vị trí thứ 24 trên bảng xếp hạng đĩa đơn của SNEP trong tuần ngày 1 tháng 4. Ca khúc chỉ vươn đến vị trí thứ 16 ngay trong tuần kế tiếp và tụt khỏi bảng xếp hạng trong tuần ngày 5 tháng 8. Mặc dù không đạt được thành công tại các thị trường truyền thống như các ca khúc trước đó của Fabian, "I Will Love Again" lại trở thành đĩa đơn đầu tiên của cô lọt vào bảng xếp hạng của một số quốc gia châu Âu. Bài hát là ca khúc đầu tiên của Fabian có được vị trí trong top 20 tại Áo, Iceland và Thụy Sĩ. Ca khúc cũng trở thành đĩa đơn đầu tiên của nữ ca sĩ lọt vào bảng xếp hạng đĩa đơn của Đức và Thụy Điển khi lần lượt đạt đến các vị trí thứ 25 và 31 tại hai quốc gia này. Tại Anh Quốc, "I Will Love Again" là bài hát đầu tiên và cũng là duy nhất của Fabian xuất hiện trên bảng xếp hạng UK Singles Chart, khi chỉ hiện diện ở vị trí thứ 63 trong đúng một tuần vào cuối tháng 10 năm 2000. Tại Tây Ban Nha, "Otro Amor Vendrá" ra mắt ở vị trí thứ 6 trên bảng xếp hạng đĩa đơn của PROMUSICAE trong tuần ngày 18 tháng 3 năm 2000, trở thành đĩa đơn top 10 đầu tiên và duy nhất của Fabian tại quốc gia này. Ca khúc sau đó trải qua thêm 5 tuần trong top 10 và hiện diện trên bảng xếp hạng trong tổng cộng 11 tuần không liên tiếp.
"I Will Love Again" đạt được những thành công vang dội hơn trên thị trường Bắc Mỹ. Tại Hoa Kỳ, bài hát trở thành một hit trên các bảng xếp hạng nhạc dance của tạp chí Billboard. Trong tuần ngày 8 tháng 4 năm 2000, đĩa đơn quảng bá của "I Will Love Again" ra mắt ở vị trí thứ 40 trên Dance Club Play (nay là Dance Club Songs), một bảng xếp hạng liệt kê những ca khúc được phát nhiều nhất tại các câu lạc bộ nhạc dance trên toàn nước Mỹ. Trong tuần ngày 29 tháng 4, đĩa đơn chính thức của "I Will Love Again" ra mắt ở vị trí thứ 40 trên bảng xếp hạng Dance Maxi-Singles Sales. Đây là bảng xếp hạng liệt kê những đĩa đơn maxi nhạc dance bán chạy nhất tại các cửa hàng bán lẻ, các đơn vị cung cấp với số lượng lớn và trên các trang tải nhạc trực tuyến của Hoa Kỳ, sử dụng số liệu do Nielsen SoundScan tổng hợp và sắp xếp. Ngoài ra, ca khúc cũng tiếp tục vươn lên vị trí thứ 13 trên Dance Club Play. Nhờ hiệu ứng từ sự phổ biến của các bản phối lại, đặc biệt là nhờ bản phối của Thunderpuss, đĩa đơn nhanh chóng leo thẳng vào top 3 trên Dance Club Play và top 10 trên Dance Maxi-Singles Sales, và cuối cùng đã giành được vị trí quán quân trên Dance Club Play trong tuần ngày 27 tháng 5 năm 2000. Đĩa đơn hiện diện trên bảng xếp hạng Dance Club Play trong tổng cộng 13 tuần, trong đó có 6 tuần liên tiếp nằm trong top 10. "I Will Love Again" sau đó cũng đạt được vị trí á quân trên Dance Maxi-Singles Sales vào tháng 7 năm 2000 và trải qua 60 tuần trên bảng xếp hạng.

## Danh sách bài hát và định dạng
Có nhiều phiên bản khác nhau của "I Will Love Again" và "Otro Amor Vendrá". Dưới đây là thông tin của một số phiên bản tiêu biểu lấy từ Discogs.
| - Đĩa đơn CD maxi gồm các bản phối lại tại Hoa Kỳ năm 2000, nhãn hiệu Columbia, mã 44K 79375 1. "I Will Love Again" (phiên bản album) – 3:47 2. "I Will Love Again" (bản phối của David Morales cho các câu lạc bộ) – 8:00 3. "I Will Love Again" (bản phối chính của Hex Hector) – 11:00 4. "I Will Love Again" (bản phối của Thunderpuss cho các câu lạc bộ) – 10:34 - Đĩa đơn 12 inch maxi tại Hoa Kỳ năm 2000, nhãn hiệu Columbia, mã 44 79375 - Mặt A 1. "I Will Love Again" (bản phối của David Morales cho các câu lạc bộ) – 8:02 2. "I Will Love Again" (bản phối của Thunderpuss cho các câu lạc bộ) – 10:34 - - Mặt B 1. "I Will Love Again" (bản phối được chỉnh thêm của David Morales) – 7:12 2. "I Will Love Again" (bản phối chính của Hex Hector) – 11:03 - Đĩa đơn 12 inch tại Hà Lan năm 1999, nhãn hiệu Epic, mã EPC 668564-8 1. "I Will Love Again" (phiên bản ballad) – 4:54 (mặt A) 2. "I Will Love Again" (bản phối lại của David Morales cho các đài phát thanh) – 3:52 (mặt B) - Đĩa đơn 12 inch maxi tại Pháp năm 2000, nhãn hiệu Epic, mã EPC 668564 6 - Mặt A 1. "I Will Love Again" (bản phối của Thunderpuss cho các buổi diễn mix) – 8:17 2. "I Will Love Again" (bản phối của Hex Hector cho các đài phát thanh) – 3:30 - - Mặt B 1. "I Will Love Again" (bản phối lại của David Morales cho các đài phát thanh) – 3:52 2. "I Will Love Again" (bản phối được chỉnh thêm của Thunderpuss) – 7:59 - Đĩa đơn CD phiên bản nâng cao tại Anh Quốc năm 2000, nhãn hiệu Columbia, mã 669406 2 1. "I Will Love Again" – 3:43 2. "I Will Love Again" (bản phối lại của David Morales cho các đài phát thanh) – 3:52 3. "I Will Love Again" (phiên bản ballad) – 4:54 4. Video âm nhạc của "I Will Love Again" | - Đĩa đơn CD tại châu Âu năm 2000, nhãn hiệu Epic, mã EPC 668564 7 1. "I Will Love Again" – 3:47 2. "You Are My Heart" – 4:11 - Đĩa đơn CD maxi phiên bản bìa bọc cardboard tại Pháp năm 2000, nhãn hiệu Epic, mã EPC 668564 5 1. "I Will Love Again" – 3:47 2. "I Will Love Again" (phiên bản ballad) – 4:54 3. "You Are My Heart" – 4:11 - Đĩa đơn CD maxi tại châu Âu năm 2000, nhãn hiệu Epic, mã EPC 668564 4 1. "I Will Love Again" (bản phối của David Morales cho các đài phát thanh) – 3:52 2. "I Will Love Again" (bản phối được chỉnh thêm của Thunderpuss) – 7:59 3. "I Will Love Again" (bản phối lại được chỉnh thêm của HQ2) – 7:38 4. "I Will Love Again" (bản phối của Thunderpuss cho các buổi diễn mix) – 8:17 5. "I Will Love Again" (bản phối của David Morales cho các câu lạc bộ) – 8:02 6. "I Will Love Again" (bản phối của Thunderpuss cho các câu lạc bộ) – 10:34 7. "I Will Love Again" (bản phối chính của Hex Hector cho đĩa 12 inch) – 11:03 8. "I Will Love Again" (bản phối acapella của Hex Hector cho đĩa 7 inch) – 3:16 - Đĩa đơn CD phiên bản nâng cao tại Úc năm 2000, nhãn hiệu Columbia, mã 669324.2 1. "I Will Love Again" (phiên bản album) – 3:43 2. "I Will Love Again" (bản phối có lời hát của Hex Hector cho đĩa 7 inch) – 3:30 3. "I Will Love Again" (bản phối của David Morales cho các đài phát thanh) – 3:45 4. "I Will Love Again" (bản phối của Thunderpuss cho các đài phát thanh) – 3:43 5. Video âm nhạc của "I Will Love Again" – 3:43 - Đĩa đơn CD maxi tại Tây Ban Nha năm 2000, nhãn hiệu Epic, mã EPC 669066 2 1. "Otro Amor Vendrá (I Will Love Again)" – 3:44 2. "I Will Love Again" – 3:47 3. "Otro Amor Vendrá (I Will Love Again)" (phiên bản ballad) – 4:54 4. "You Are My Heart" – 4:11 |

## Những người thực hiện
Thông tin lấy từ ghi chú trên bìa đĩa đơn maxi tại Hoa Kỳ, bìa đĩa đơn tại Tây Ban Nha, bìa phiên bản nâng cao tại Anh Quốc và bìa album Lara Fabian tại Nhật Bản.
| "I Will Love Again" (phiên bản trong album) / "Otro Amor Vendrá" - Paul Barry – sáng tác - Mark Taylor – sáng tác, bàn phím, lập trình, sản xuất, phối khí - Chein García-Alonso – chuyển soạn lời và nhạc cho bản tiếng Tây Ban Nha - Tracy Ackerman – hát đệm (bản tiếng Anh) - Brian Rawling – sản xuất - Rick Allison – sản xuất giọng hát (bản tiếng Tây Ban Nha) - Glen Marchese – kỹ sư giọng hát, thu âm giọng hát - Vlado Meller – master (bản tiếng Anh) - Bob Ludwig – master (bản tiếng Tây Ban Nha) "I Will Love Again" (bản phối của David Morales cho các câu lạc bộ) - David Morales – phối lại, sản xuất, trống - David "EQ3" Sussman – kỹ sư - Eric Kupper, Alec Shantzis – lập trình bàn phím - Terry Burrus – piano - Bob Ludwig – master | "I Will Love Again" (bản phối chính của Hex Hector) - Hex Hector, Mac Quayle – sản xuất bổ sung, phối lại - Bob Ludwig – master "I Will Love Again" (bản phối của Thunderpuss cho các câu lạc bộ) - Chris Cox, Barry Harris – sản xuất, lập trình, phối khí - Bob Ludwig – master "I Will Love Again/Otro Amor Vendrá" (phiên bản ballad) - Rick Allison – sản xuất, bàn phím, guitar điện - Éric Rock – guitar nylon - Christian St-Germain – thu âm, phối khí, lập trình synthesizer - Hilda Gomez – cố vấn nghệ thuật - Bob Ludwig – master |

## Xếp hạng và chứng nhận
| Bảng xếp hạng (2000)                        | Vị trí cao nhất |
| ------------------------------------------- | --------------- |
| Úc (ARIA)                                   | 31              |
| Áo (Ö3 Austria Top 40)                      | 16              |
| Bỉ (Ultratip Flanders)                      | 2               |
| Bỉ (Ultratop 50 Wallonia)                   | 5               |
| Canada Top Singles (RPM)                    | 19              |
| Canada (Billboard)                          | 4               |
| Canada Adult Contemporary (RPM)             | 4               |
| Châu Âu (Eurochart Hot 100)                 | 24              |
| Pháp (SNEP)                                 | 16              |
| Đức (GfK)                                   | 25              |
| Iceland (Íslenski Listinn Topp 40)          | 18              |
| New Zealand (Recorded Music NZ)             | 8               |
| Scotland (OCC)                              | 63              |
| Tây Ban Nha (PROMUSICAE) "Otro Amor Vendrá" | 6               |
| Thụy Điển (Sverigetopplistan)               | 31              |
| Thụy Sĩ (Schweizer Hitparade)               | 14              |
| Anh Quốc (OCC)                              | 63              |
| Hoa Kỳ Billboard Hot 100                    | 32              |
| Hoa Kỳ Adult Contemporary (Billboard)       | 10              |
| Hoa Kỳ Dance Club Songs (Billboard)         | 1               |
| Hoa Kỳ Dance Maxi-Singles Sales (Billboard) | 2               |
| Hoa Kỳ Pop Airplay (Billboard)              | 24              |

| Bảng xếp hạng (2000)                        | Vị trí |
| ------------------------------------------- | ------ |
| Bỉ (Ultratop 50 Wallonia)                   | 60     |
| Châu Âu (Eurochart Hot 100)                 | 82     |
| Pháp (SNEP)                                 | 88     |
| Đức (Official German Charts)                | 96     |
| New Zealand (Recorded Music NZ)             | 42     |
| Thụy Sĩ (Schweizer Hitparade)               | 74     |
| Hoa Kỳ Dance Club Songs (Billboard)         | 21     |
| Hoa Kỳ Dance Maxi-Singles Sales (Billboard) | 8      |

| Quốc gia                                 | Chứng nhận | Số đơn vị/doanh số chứng nhận |
| ---------------------------------------- | ---------- | ----------------------------- |
| Bỉ (BEA)                                 | Vàng       | 25.000*                       |
| Pháp (SNEP)                              | —          | 68.000                        |
| * Chứng nhận dựa theo doanh số tiêu thụ. |            |                               |